# Passe en S
La passe en S (Longogori en shimaoré) est un long chenal naturel sinueux situé à Mayotte, dans l'Océan Indien. Site rare par sa forme et sa profondeur, elle constitue une curiosité géologique et biologique, ainsi qu'un des plus célèbres sites de plongée sous-marine de l'île.

## Description

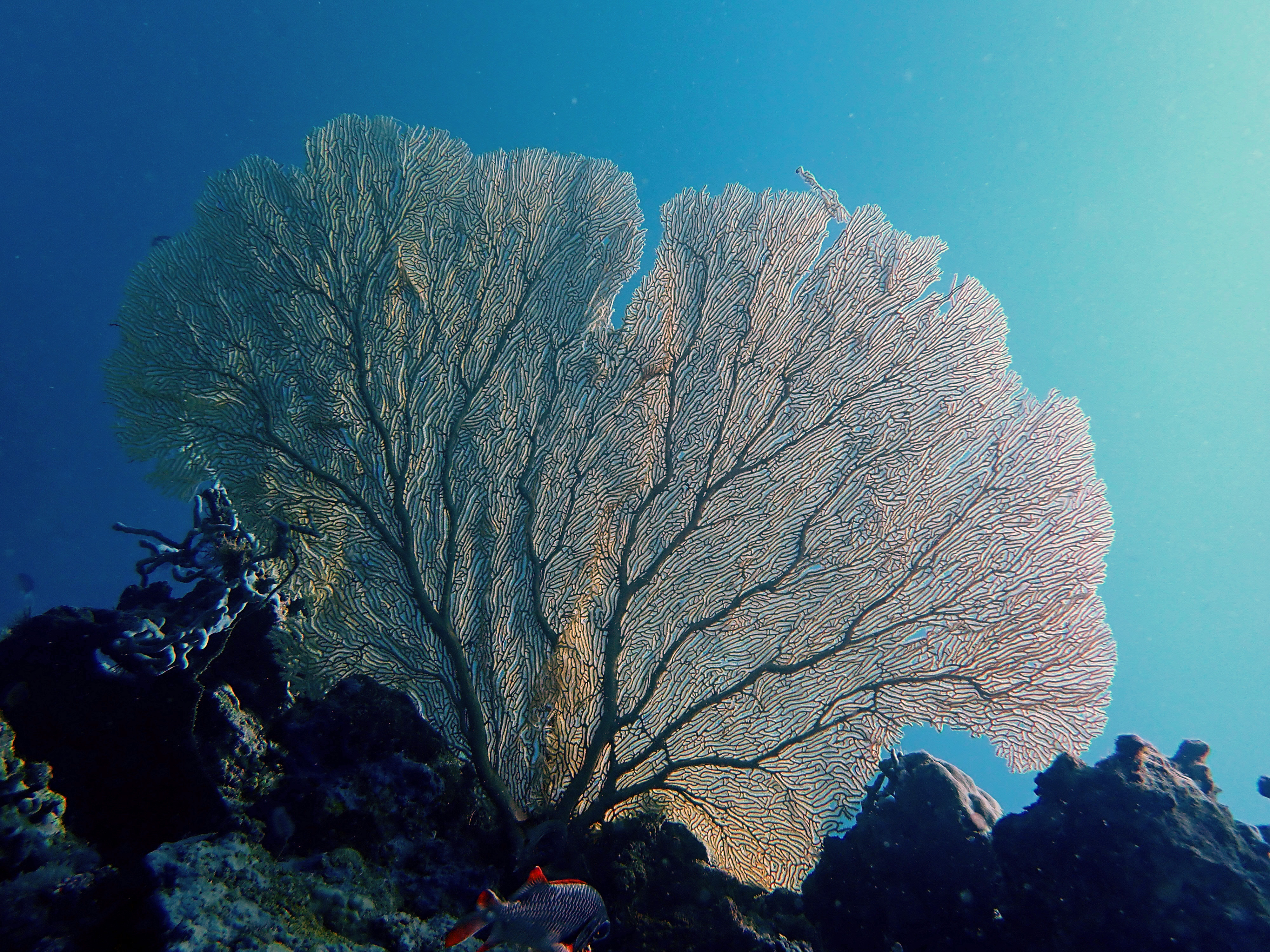
La gorgone géante Annella mollis, une espèce typique de la passe.

La passe en S est une passe récifale qui tranche l'arc oriental de la barrière de corail externe de Mayotte. Elle est caractérisée par sa forme singulière de « S » inversé (ou de « Z » arrondi). C'est l'une des 12 passes de la barrière externe de Mayotte. Sa profondeur maximale semble être de 65 m. 
Cette passe a pour origine le lit d'une ancienne rivière datant du temps où, le niveau de la mer étant bien plus bas, l'île de Mayotte s'étendait jusqu'à l'actuelle barrière externe. Avec la montée des eaux et l'érosion de l'île, il y a entre 7 000 et 3 000 ans, ainsi que l'élévation de la barrière de corail, cette structure a été conservée car l'eau continue d'y circuler pour le remplissage et la vidange du lagon du fait des marées. Elle constitue ainsi un site privilégié pour les plongées de type « dérivantes ». 
Facile d'accès depuis Mamoudzou ou Petite-Terre (5 milles, soit 8 km), cette passe constitue l'un des plus célèbres sites de plongée sous-marine à Mayotte, offrant un large éventail de profondeurs et de paysages sous-marins et permettant l'observation d'espèces rares comme le Napoléon, de grandes raies, des tortues marines ou encore des dugongs.

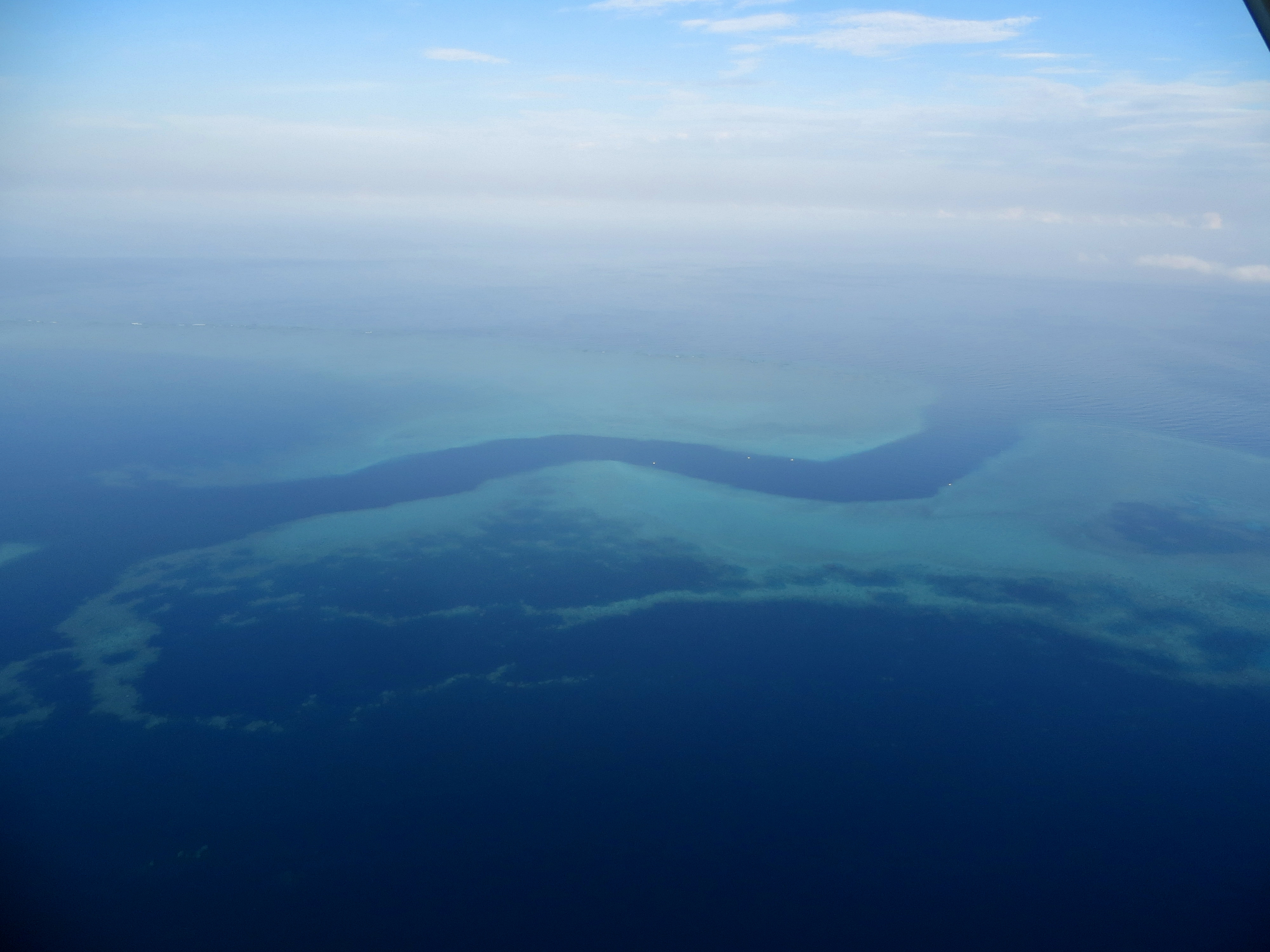
Vue d'ULM
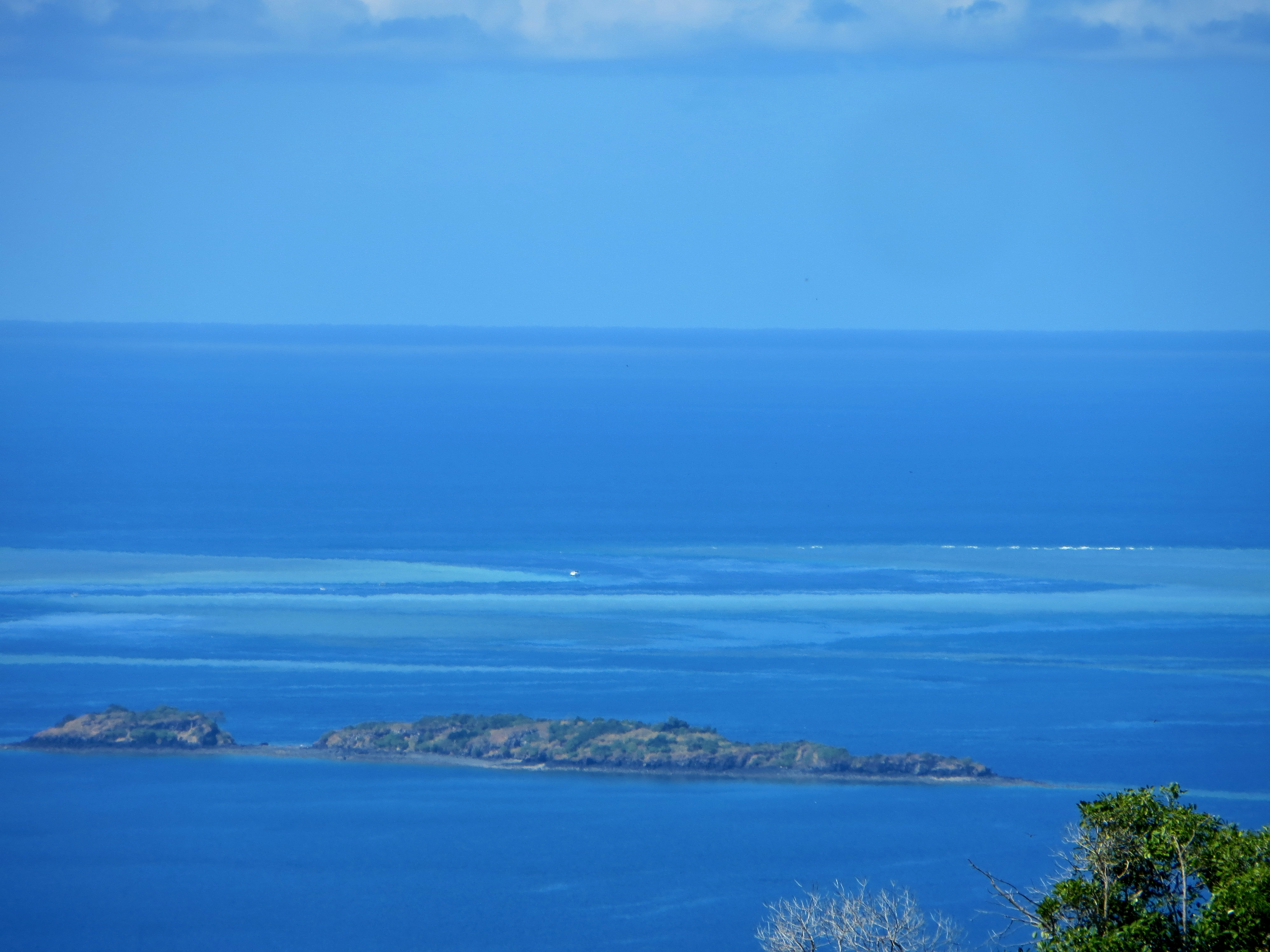
Vue de la passe depuis les hauteurs de Mayotte

## Protection
La passe en S et ses alentours (sur 1 400 ha) sont classés depuis 1990 « réserve intégrale de pêche » : la vitesse y est limitée à 10 nœuds. La pêche et les activités nuisibles à l'écosystème y sont donc interdites, comme l'ancrage hors des bouées, les vitesses excessives ou la destruction de corail. Le braconnage demeure malheureusement présent. 